# Famille Spurinna
Les Spurinna ou  Spurinas sont une famille de l'aristocratie étrusque originaire de Tarquinia qui a probablement vécu aux VIe et IVe siècles av. J.-C.
- « Larth Spurinna » père de « Velthur »[1],[2]
  - « Velthur Spurinna » dit Velthur le Grand, époux de Ravnthu Thefrinai[3],[4],[5].
    - Velthur le Jeune, son fils.
      - Vélia Spurinna, sa nièce.
      - « Avle Spurina »  ou Aulus pour les romains, son neveu[6].

La famille Spurinna (Larth, Velthur, Aulus) mena une intense activité et s’imposa dans la Ligue étrusque pour contrecarrer momentanément l’expansion de Rome.